# هیکارو ناروکا
هیکارو ناروکا (ژاپنی: 成岡 輝瑠؛ زادهٔ ۲۸ ژوئیهٔ ۲۰۰۲) یک بازیکن فوتبال اهل ژاپن است.
از باشگاه‌هایی که در آن بازی کرده‌است می‌توان به باشگاه فوتبال شیمیزو اس-پالس اشاره کرد.